# Parque nacional Parima-Tapirapeco
Parque Nacional Parima Tapirapeco es un parque nacional de Venezuela en el estado sureño de Amazonas. Creado en agosto de 1991, tiene una superficie de 31 290 km², siendo así el segundo mayor parque nacional de Venezuela después del Parque Nacional Caura (creado en 2017). En ella se protegen las cabeceras del Orinoco, del mismo modo el espacio natural y la cultura del grupo étnico Yanomami. Los principales tipos de vegetación en el parque nacional Parima-Tapirapecó son las selvas de tierras bajas y bosques submontanos y montanos. También hay grandes extensiones de sabanas secundarias sobre todo en las tierras altas del sur Parima. [cita requerida].
Ocupa gran parte de los municipios de Río Negro y Alto Orinoco. es el octavo más grande del mundo
.